# Индустријска област (Равена)
Индустријска област је насеље у Италији у округу Равена, региону Емилија-Ромања.
Према процени из 2011. у насељу је живело 171 становника. Насеље се налази на надморској висини од -3 м.